# Андреа Курт
Андреа Курт (нім. Andrea Kurth, 30 вересня 1957) — німецька академічна веслувальниця.
Олімпійська чемпіонка 1976 року в складі розпашної четвірки зі стерновою.
Чемпіонка світу 1977 року в складі вісімки.